# Jean Leclant
Jean Leclant (* 8. August 1920 in Paris; † 16. September 2011 ebenda) war ein französischer Ägyptologe.

## Leben
Jean Leclant studierte von 1940 bis 1945 an der École normale supérieure und machte den Abschluss in Geographie. Seine ersten Kontakte zur Ägyptologie knüpfte er 1945, als er nach dem Ende des Zweiten Weltkrieges als Offizier ins besetzte Nachkriegsösterreich nach Wien geschickt wurde. Leclant nahm ein Studium der Ägyptologie auf und beschäftigte sich in diesem Rahmen unter anderem mit der Sprache Ägyptens und Nubiens.
Nachdem er sein Studium beendet hatte, betätigte sich Leclant im Louvre und arbeitete später in Kairo, von wo er auch an Ausgrabungen wie in Karnak oder Tanis teilnahm. Ab 1953 war er an der Universität von Straßburg tätig, wo er 1955 Professor wurde.
Von 1963 bis 1979 war Leclant Professor an der Sorbonne und führte mit Jean-Philippe Lauer in den Jahren 1966 bis 1990 Ausgrabungen an den Pyramiden von Saqqara durch, wo sie im Zuge dessen das Grab Pepi I. (2295–2250 v. Chr.) erforschten und die Königinnenpyramiden seiner Gemahlinnen und deren Gräber entdeckten. Er übernahm 1979 die Professur für Ägyptologie am Collège de France, die vor ihm schon Jean-François Champollion innehatte.
In dieser Zeit beteiligte sich Leclant zudem an bedeutenden Ausgrabungen im Sudan. 1957 begegnete er in Karnak der Ägyptologin Michela Schiff Giorgini, als sich diese in Begleitung von Clément Robichon und Jozef Janssen auf dem Weg nach Soleb befand, wo sie 1958 auf dem rechten Nilufer eine Ausgrabung des Tempels des Amenhotep III. und seiner Nekropole begann. 1960 kam Leclant zunächst als weiterer Ägyptologe hinzu. Als der Epigraphiker Janssen 1961 erkrankte, übernahm Leclant dessen Funktion. Im Winter 1963–64 begab er sich an der Seite von Schiff Giorgini dann nach Sedeinga, einem etwa 15 km nördlich gelegenen Fundort, wo ihr Team den Tempel der Königin Teje (1398–1338 v. Chr.) erforschte. Ebendort entdeckten sie 1970 in dem benachbarten meroitischen Grab WT 8 kostbare Glaswaren, darunter die berühmte blaue Calix von Sedeinga.
Der aufsehenerregendste Fund in Sedeinga wurde jedoch im Zuge der Entdeckung der Ruinen einer kleinen, nur 9,80 m² großen Pyramide gemacht. Auf der Rückseite dieser Pyramide wurde eine 22-stufige Treppe freigelegt, welche rund 5 Meter tief hinab in das Felsengrab WT 1 führte. In der zweiten Kammer dieses unberührten Grabes wurde eine erhöhte Sargbank mit den sterblichen Überresten eines Königs aufgefunden, welcher in Blattgold gebettet und mit reichen Beigaben an Schmuck und Amuletten ausgestattet worden war. Da in den Texten auf den Felsblöcken der hinabführenden Treppe der Name des Pharao Taharqa nachgewiesen werden konnte und dieses Grab in seiner Machart und Größe in geradezu perfekter Weise dem 1917 von Reisner in Nuri ausgegrabenen, leeren Grab des Taharqa entsprach, konnten Schiff Giorgini und Leclant der Öffentlichkeit gegenüber damals die sensationelle Entdeckung des Grabes des Pharao Taharqa (690–664 v. Chr.) bekanntgeben.
Der Archäologe und Ägyptologe Timothy Kendall suchte diesen Standpunkt späterhin mit der Begründung zu entkräften, dass 1983 in Sedeinga eine weitere, ganz ähnliche Pyramide entdeckt worden sei, welche der spätmeroitischen Zeit angehört und offenbar mit Steinen aus der Pyramide des Taharqa errichtet worden ist. Dieses Argument dürfte jedoch nicht etwa gegen, sondern für eine Bestattung des Pharao Taharqa in Sedeinga sprechen, zumal dieser die königliche Gemahlin Teje vermutlich als seine Stammmutter ansah. Daher wird hier der Aussage von Dows Dunham gefolgt, wonach das eigentliche Grab des Taharqa in Nuri 1 trotz der vielen dort gefundenen Uschebtis ohne Belegung blieb und sein Leichnam seinerzeit stattdessen in Sedeinga beigesetzt wurde. Es ist das große Verdienst von Schiff Giorgini und Leclant dieses erkannt und nachgewiesen zu haben. 1965 wurde ihm von der Universität Pisa für seine ägyptologischen Leistungen die Galileo-Galilei-Medaille verliehen.
1966 begründeten Jean Leclant und der Meroitistiker André Heyler den Meroitic Newsletter und wurden dabei von Bruce Trigger unterstützt. Dieser Newsletter diente der Vorbereitung eines in Arbeit befindlichen, umfangreichen Répertoire d'épigraphie méroitique, dessen Erscheinen sich mit dem vorzeitigen Tod von Heyler jedoch erheblich verzögerte. 1974 folgte Leclant seinem Vorgänger Jacques Vandier auf dessen Sitz in die Académie des Inscriptions et Belles-Lettres und wurde 1983 deren Secrétaire perpétuel. Seit ihrer Gründung im Jahre 1984 Stand er zudem für Europa der Fondation Michela Schiff Giorgini vor und trat in dieser Funktion unermüdlich für die Ägyptologie und Nubiologie ein. Des Weiteren leitete er die International Society for Nubian Studies und die Société franc̣aise d'Égyptologie. Obwohl Leclant 1990 emeritiert wurde, führte er die Publikationen zu den Missionen in Soleb und Sedeinga, deren Grabungsleiter er 1977 nach dem Tod von Schiff Giorgini geworden war, bis zum Jahr 2002 fort. Gleiches gilt für seine Forschungsergebnisse hinsichtlich der Gräber der Königinnen in der Umgebung der Pyramide des Pharao Pepi I. zu Saqqara.
Leclant wurde 2011 neben Gaston Maspero auf dem Friedhof von Montparnasse in Paris beigesetzt. Aus den Seminaren des Leclant gingen mit Dimitri Meeks, Claude Traunecker und Sylvie Cauville drei Ägyptologen hervor, die heute zu den weltweit besten ihres Fachs zählen.

## Akademiemitgliedschaften
Ab 1974 war er Mitglied der Académie des Inscriptions et Belles-Lettres, deren „secrétaire perpétuel“ er von 1983 bis zu seinem Tode war. Seit 1988 war er korrespondierendes Mitglied der Bayerischen Akademie der Wissenschaften sowie seit 1991 der British Academy. Seit 1990 war er assoziiertes Mitglied der Académie royale des Sciences, des Lettres et des Beaux-Arts de Belgique, seit 1993 ordentliches Mitglied der Academia Europaea sowie seit 1994 auswärtiges Mitglied der Russischen Akademie der Wissenschaften. 1999 wurde er zum Mitglied der American Philosophical Society gewählt.

## Auszeichnungen
- 1993: Balzan-Preis
- 2000: Prix mondial Cino Del Duca
- 2007: Ehrendoktor der Universität Wien[25]

## Veröffentlichungen (Auswahl)
- Glass from the Meroitic Necropolis of Sedeinga (Sudanese Nubia). In: Journal of Glass Studies. Band 15, 1973, S. 52–68 (Digitalisat).
- Les verreries de la nécropole méroitique de l'Ouest à Sedeinga (Nubie soudanaise). In: Kazimierz Michalowski: Nubia: récentes recherches; actes du Colloque Nubiologique International au Musée National de Varsovie 1972, Symposium on Nubian Studies. Band 2, Musée National, Warschau 1975, S. 85–87, Doi:10.11588/diglit.47598 (Digitalisat).
- La nécropole à l'ouest de Sedeinga en Nubie Soudanaise. In: Comptes rendus des séances de l'Académie des Inscriptions et Belles-Lettres. Jahrgang 1970, Band 114, Nr. 2, Paris 1970, S. 246-276 (Digitalisat).